# Küchenlatein

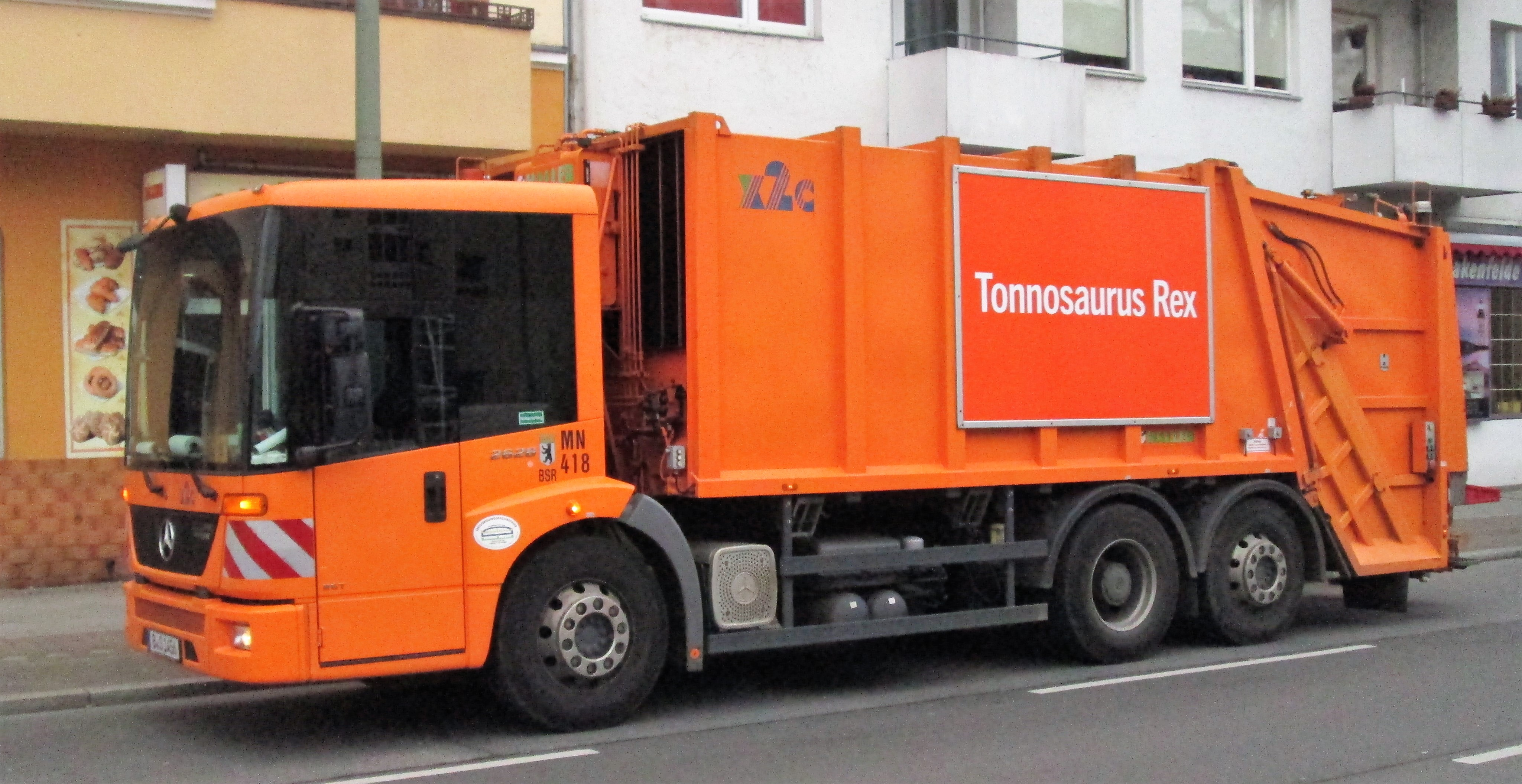
Lateinimitation „Tonnosaurus Rex“ in Anlehnung an die zoologische Nomenklatur an einem Müllsammelfahrzeug der Berliner Stadtreinigungsbetriebe (2017)

Küchenlatein (latinitas culinaria) ist im ursprünglichen, engeren Sinne eine spöttische Bezeichnung aus der Zeit des Humanismus für ein als „schlecht“ oder „barbarisch“ geltendes Latein.
Daraus entwickelte sich die heutige, weiter gefasste Bedeutung, die den – meist bewussten und spielerischen – Einsatz von fehlerhaftem Latein oder unpassenden Übersetzungen bis hin zu absichtlichen Lateinimitationen einschließt. Zum Teil ist dafür auch etwas unscharf der Begriff Pseudolatein in Verwendung.

## Begriffsentwicklung
An der Klassischen Antike geschulte Humanisten bezeichneten das aus ihrer Sicht im Gegensatz zum erneuerten humanistischen Latein „verderbte Mönchslatein“ (Kirchenlatein) des Mittelalters auch als Küchenlatein. Ihnen war jene – aus moderner Sicht durchaus natürliche und als Mittellatein bezeichnete – Weiterentwicklung der spätantiken lateinischen Sprache zuwider, und sie propagierten eine Rückkehr zum Stil Ciceros oder Caesars. Beispielsweise äußerte Johannes Aventinus:

„Es laut gar vbel, vnd man heisst es Küchen Latein, so man Latein redet nach aussweisen der Teutschen Zungen.“

„Es klingt ziemlich übel, und man nennt es Küchenlatein, wenn man Latein in deutscher Ausdrucksweise spricht.“

Später übertrug sich der Ausdruck auch auf das frühneuzeitliche Vulgärlatein-Umgangsdeutsch-Potpourri, wie es sich etwa auch in der damaligen Verwaltungssprache und der Studentensprache findet. Von dort aus entwickelte sich durch den damals obligatorischen Lateinunterricht aus ungewollt komischen Übersetzungen und Wortspielen die heutige Bedeutung im weiteren Sinne.

## Verwendung
Bewusst als komischer Effekt eingesetzt wurde das Küchenlatein in der sogenannten makkaronischen Dichtung. Zum Beispiel wird es in den anonymen satirischen Epistolae obscurorum virorum (Dunkelmännerbriefen) als „sprachliche Tarnkappe“ benutzt, um die verknöcherte Klostergelehrsamkeit zur Zielscheibe des Spottes zu machen.
Küchenlatein wurde genutzt, um zu imponieren (Fachwörter), zu beschwören (Zaubersprüche) oder, um einer Rede einen exotischen Reiz zu verleihen, sowie als übertriebene Verwendung von Latinismen, wie sie in der geschraubten Sprache der Barockzeit beliebt war. Eine lange Tradition hat das bewusst falsche, mit moderner Sprache gemischte Latein im Theater, etwa bei den „Vecchi“-Figuren der Commedia dell’arte, dann in der Haupt- und Staatsaktion und sogar noch in der Posse des späten 18. und frühen 19. Jahrhunderts. Diese Tradition zeigt sich in Stücktiteln: Horribilicribrifax (1663), Lumpazivagabundus (1833). Auch modernere Wortbildungen bedienen sich mit satirischer Absicht des Küchenlateins wie die „Reductio ad Hitlerum“ von Leo Strauss (1953).
Heutzutage steht der Begriff für eine spielerische, absichtlich falsche oder komische bis groteske Verwendung lateinischer Wörter (bei der etwa nur die Wort-für-Wort-Übersetzung einen Sinn ergibt) oder gar für Zeichenfolgen, die zwar wie lateinische Wörter aussehen, aber nur beim Vorlesen in einer modernen Sprache einen Sinn ergeben. – Eine noch weiter gefasste Bedeutung hat der Begriff Kauderwelsch.
Im Wirtschaftsbereich wird auf der Suche nach neuen Firmen- und vor allem Markenbezeichnungen ebenfalls immer wieder auf Latein bzw. meist eher Lateinimitationen zurückgegriffen. Zum Teil kommt es dabei, in diesen Fällen gewöhnlich unbeabsichtigt, zu genau den grammatikalisch unsinnigen oder – gelegentlich unfreiwillig – komischen Verwendungen, wie sie für die küchenlateinischen Erscheinungen typisch sind. Wegen der langen Beziehung der Medizin zur lateinischen Sprache ist diese Erscheinung verstärkt im Gesundheitswesen anzutreffen.

Jedoch kann hier nicht jede (pseudo-)lateinische Verwendung als Küchenlatein bezeichnet werden. Zusätzlich zu unterscheiden davon sind auf romanische Sprachen zurückzuführende Namen, was im Einzelfall schwer sein kann.
Obwohl sie ebenfalls aus Pseudolatein bestehen, werden Lorem ipsum und einige verwandte Texte wegen ihres Einsatzzweckes als Blindtext nicht zu Küchenlatein gezählt.

## Beispiele

### Theater
„HANS WURST. Weynet periculum in mora, periculum in Summo gradu, (a) ich armes Bübl steck im Unglück biß an die Ohrwaschel, mein liebes Weibl muß ich mit mir führen und all mein Vermögen im Rauch aufgehen sehen,

[…]

STAHRENBERG. He du, wer, und von wannen bist du?

HANS WURST. Ich bin generis Masculini, (b) und wolte mit diesem meinem genere feminine (c) in die Stadt hinein.

[…]

STAHRENBERG. […] Hast du auch Kinder?

HANS WURST. Ja der Singularis hat schon Pluralem propagiret, (d) ich hab ä stuck Eilff Kinder, und mit dem zwölfften gehe ich und mein Weib schwanger.“

Übersetzungen:

### Küchenlateinische Spielereien
Die erste Variante verwendet Wendungen oder ganze Sätze, die auch bei korrekter Übersetzung irgendeinen Sinn ergeben (es handelt sich also im eigentlichen Sinn nicht um Pseudo-Latein), wo man aber die übertragene, umgangssprachliche oder dialektale Bedeutung der lateinischen Begriffe im Deutschen kennen muss, um den Sprachwitz zu verstehen; zum Teil sind diese Sätze auch als ungewollt komische Übersetzungen im Lateinunterricht entstanden (siehe auch Stilblüten):
- anus mundi – „Arsch der Welt“ (siehe auch Anus als Fachbegriff); vermutlich Wortspiel in Anlehnung an annus mundi, möglich ist auch eine ursprüngliche Fehlschreibung (eine Haplographie).
- Caesar cum vidisset portum plenum esse, iuxta navigavit. – „Als Cäsar gesehen hatte, dass der Hafen [süddeutsch ‚Topf‘] voll war, schiffte er daneben.“

Mit derselben Thematik:
- Navigare necesse est. – „Schiffen ist notwendig.“ (Umdeutung des Zitats: Navigare necesse est, vivere non necesse est. „Seefahrt ist notwendig, Leben nicht.“)
- „Excrementum“ inquit Caesar et in togam navigavit. – „‚Scheiße!‘ sagte Cäsar und schiffte in die Toga.“ (Siehe Exkrement.)

- Caprum non iam habeo. – „Ich habe keinen Bock [= keine Lust] mehr.“ (Korrekt: „Ich besitze den [Ziegen-]Bock nicht mehr.“)
- Carum quidquid – „liebes bisschen“
- Coito ergo sum. – „Durch einen Koitus existiere ich.“ – Abwandlung von Cogito ergo sum („Ich denke, also bin ich.“)
- Mors certa hora incerta. – „Todsicher geht die Uhr falsch.“ (Korrekt: „Der Tod ist gewiss, seine Stunde ungewiss.“)
- Nescio quid mihi magis farcimentum esset. – „Ich weiß nicht, was mir mehr Wurst wäre.“ (Otto von Bismarck zugeschrieben. Völlig korrekt wäre Nescio quid mihi magis farcimento esset. – „Ich weiß nicht, was mir mehr an Wurst gehören würde.“)
- Nihil exspecto in omnibus – „Das Ausspeien in den öffentlichen Transportmitteln ist untersagt.“ (Korrekt: „Im Allgemeinen erwarte ich nichts.“ – Cäsars letzte Worte aus dem Film Ist ja irre – Cäsar liebt Cleopatra.)
- Nunc habemus endiviam. – „Jetzt haben wir den Salat.“ (Siehe Endivie.)
- Puto me in silva esse. – „Ich glaub, ich bin im Wald.“
- Quidquid id est, timeo puellas et oscula dantes. – „Was immer es ist, ich fürchte die Mädchen, auch wenn sie Küsse geben.“ – Profane Abwandlung von Quidquid id est, timeo Danaos et dona ferentes, „Was immer es ist, ich fürchte die Danaer, auch wenn sie Geschenke tragen“ (mit Verlust des hexametrischen Versmaßes).
- scala dei – „leider Gottes“ (Korrektes [Spät-]Latein, deutsch „Leiter Gottes“; „Leider Goddes“ ist die Aussprache der Übersetzung in Dialekten mit binnendeutscher Konsonantenschwächung.)
- Scit vultur. – „Weiß der Geier.“
- Se ex pulvere fecit. – „Er machte sich aus dem Staub.“ (Korrekt: „Er erschuf sich aus Staub.“)
- Sed sub vespere olet ex pedibus. – „Aber abends riecht er aus (den) Füßen.“ (Der Witz ergibt sich erst, wenn die Übersetzung bairisch ausgesprochen wird: „Oberamtsrichter aus Füssen“.)
- Vera fides rara est. – „Vera ist selten treu.“ (Korrekt: „Wahre Treue ist selten.“)
- Vita pastor est. – „Das Leben ist hirt (‚hart‘).“ (Korrekt: „Das Leben ist ein Hirte.“)

Eine zweite Art Pseudolatein dient als Ratespiel für Lateinkundige, etwa mit wörtlich aus dem Deutschen übersetzten lateinischen Begriffen, die erst nach der Rückübersetzung – mit wenigen Ausnahmen separat Wort für Wort – einen Sinn ergeben:
- Agricola arat. (Bauer, ara = Altar [Substantiv!] + t) – „Der Bauer altert.“

Variante, eine Mischform aus erster und dritter Gruppe: „Der Bauer a’ Rad [= Der Bauer auf dem Rad.]“ (Korrekte Übersetzung: „Der Bauer pflügt“; das heißt, agricola muss übersetzt werden, arat aber nicht.)
- Caesar equus consilium. ([Cäsar/] Kaiser, Pferd, Rat) – „Der Kaiser fährt Rad.“

Variante: Caesar equus consilium consilium consilium. – „Cäsar fährt Dreirad.“
- Caesar ora classis Romana. (Cäsar, Küste, Flotte, [Römische/] Römerin) – „Cäsar küsste eine flotte Römerin.“

Variante: Caesar litus unam classem Romanam. (Cäsar, Küste, eine, Klasse, Römerin) – „Cäsar küsste eine klasse Römerin.“
- Cortex ovulus (Rinde, ovulus = Ei-chen [Verkleinerungsform von ovus]; Wortstellung, wie im Lateinischen üblich) – „Eichenrinde“
- Deus pax ora lege lectus. (Gott, Fried[en], Küste, lies [Imperativ], Bett) – „Gottfried küsste Liesbeth.“
- Fac animalia ad trahit! (mach [Imperativ], Tiere, zu, [er/sie/] es zieht) – „Mach die Türe zu, es zieht!“
- Ignis quis vir multum in plus. (Feuer, wer, Mann, viel, in, mehr) – „Der Feuerwehrmann fiel in das Meer.“
- Ova alta fierent (Eier, hoch, [sie] würden [Konjunktiv]) – „Euer Hochwürden“
- Ovum, ovum, quid lacus ego! (Ei, Ei, was, See, ich) – „Ei, ei, was seh’ ich!“
- Quidquid peregrinus (Was, was, Fremder) – „Was waß (österreichisch für ‚weiß‘) a Fremder?“
- Quod lumen lumen, auch: Quod lumen lux (was, Licht, Licht) – „Was liegt, liegt (dialektal ‚liecht‘)!“ (Beim Kartenspiel – soll aussagen, dass eine ausgespielte Karte nicht zurückgenommen werden darf.)
- Rex pulex post Africam et multum in plus. (König, Floh, nach [temporal!], Afrika, und, viel, in, mehr) – „Der König floh nach Afrika und fiel ins Meer.“
- Unus ignis quis caput vir multum in corpore se ab audere et clamabat: „Studium fuga, meum prohibere!“ (ein, Feuer, wer, [Kopf/] Haupt, Mann, viel, in Leib, sich, von, wagen [Verb!], und, rief, Eifer, Flucht, mein, hindern [Verb!]) – „Ein Feuerwehrhauptmann fiel in Leipzig vom Wagen und rief: ‚Ei verflucht, mein Hintern!‘“
- Via arx in oleo sedebat ([Weg/]Straß’, Burg, in Öl, [er/sie/es] saß) – „Straßburg im Elsass“

Die dritte Variante ist gar kein Latein mehr, sondern nur dem typographischen Eindruck nach lateinisch, sogenanntes Sauerkraut-Latein (Analogie zum Wortspiel Blumento-Pferde): Der Sinn des geschriebenen Textes wird erst beim (lauten) Lesen klar – es erklingt ein deutscher Satz. Zum Verständnis sind keinerlei Lateinkenntnisse nötig, zum Teil jedoch das Beherrschen eines der deutschen Dialekte. Die folgende Inschrift charakterisiert ebendiese Art von Pseudolatein:
- SITA VSVI LATE IN ISTA PER CANES – „Sieht aus wie Latein, ist aber kaan[e]s (keines).“ (Davon gibt es mehrere Versionen; das Besondere an der hier verwendeten ist, dass sie echte lateinische Wörter verwendet, allerdings die meisten nicht in ihrer lexikalischen Grundform.)

Weitere Beispiele:
- Alaser laxasi. – „Aal aß er, Lachs aß sie.“
Variante: Alaser musas si. – „Aal aß er, Mus aß sie.“ (auch: Alaser si asmus. – „Aal aß er, sie aß Mus.“)
- Ana dratantum procenta. – „Anna, drah d’Ant um, brat’s ent a!“ (Bairisch: „Anna, dreh die Ente um, brate sie auch auf der anderen Seite!“)[6]
- C. J. Caesar as libera V sternunt IX augnal S. Spina tunt Q. Caes. – „Gaius Julius Caesar aß lieber Austern und Neunaugen als Spinat und Kuhkäs’.“ (Bemerkenswert und anfänglich verwirrend: Zu Beginn wird Cäsar mit den üblichen Abkürzungen seines Vor- und Gentilnamens geschrieben und soll auch so im Deutschen verwendet werden, am Ende jedoch dürfen die übliche Abkürzung Q. für „Quintus“ und das in Inschriften bezeugte Caes. für „Caesar“ nicht aufgelöst werden. Zudem steht zuerst das V nicht für die entsprechende römische Zahl, das kurz darauf folgende IX sehr wohl.)
- Datis nepis potus colonia – „Dat is ne Pispott us Colonia (Köln).“
- Die te cane is caput. bzw. Ditec aneisc aput – „Die Teekanne is’ kaputt.“
- Diecu rentum denserum. – „Die Kuh rennt um den See rum.“
- Dicur ante di pum pehum. – „Die Kuh rannte die Pumpe um.“
- Dicurante bissiphil – „Die Kuh rannte, bis sie fiel.“
- Duca Melbista-Berso-Thum – „Du Kamel bist aber so dumm.“ (Fiktiver italienischer Senator [damit streng genommen „küchenitalienisch“], ein Grubenhund in der Neuen Freien Presse vom 3. März 1913.)[7]
- Ergo tamen amor genitus emnestus. – „Er goht ame’n am Morge nid us em Nescht us.“ (Baseldeutsch: „Er geht morgens nicht aus dem Bett heraus.“)
- Haskleas, rekleas, fux dilamentas! – „Has’ Klee aß, Reh Klee aß, Fuchs die lahm’ Ent’ aß!“
- Hirundo maleficis evoltat. bzw. Hirundo maleficis avoltat. – „Hier und da mal ein Fick ist eine Wohltat!“ (Korrektes Latein wäre Hirundo maleficis evolat/avolat – „Die Schwalbe entfliegt den Bösartigen“.)
Der luxemburgische Künstler Wil Lofy hat dieses Wortspiel auf seinem Bronzebrunnen „Maus Ketti“ im Eingang des Kurparks im Luxemburger Bad Mondorf verewigt (auf dem Etikett einer Champagnerflasche)[8]. So ist dieser Brunnen für Eingeweihte ein Ort des Schmunzelns. Ebenso findet sich der Spruch in einer Fensterumschrift des Restaurants „U Mecenáše“ in Prag.[9] Außerdem wird er – nur in der deutschen Übersetzung – öfter zitiert in „Der Report der Magd“ (im englischen Original “Nolite te bastardes carborundorum”, vergleiche Illegitimi non carborundum).
- Oxdradium „Ochs, drah di um!“ – (Bairisch: „Ochs, dreh dich um!“ – ein Präparat, um das speziell am 1. April gerne Personen zur Apotheke geschickt werden.)
- Vena laus amoris, pax, drux, piscoris. oder Vener laus amoris, pax, drux, bis goris. – „Wenn a Laus am Ohr is’, pack s’, druck s’, bis s gar (d. h. hinüber, tot) is’.“ (Bairisch und Ostfränkisch: „Wenn eine Laus am Ohr ist, pack sie, drücke sie, bis sie tot ist.“)

Analog auch folgender Merkspruch:
- In die Semmel biss der Kater. – semel, bis, ter, quater (einmal, zweimal, dreimal, viermal – Zahladverbien des Latein)

Ähnlich gibt es auch Spielereien mit Altgriechisch, für die keine eigene Bezeichnung existiert, und die daher üblicherweise unter Küchenlatein subsumiert werden:
- Ἀποπουδοβαλία Apopudobalia – ein fingierter Lexikonartikel im Neuen Pauly als wissenschaftlicher Witz
- Μὴν ἦπτε οἵ; ῏Ηπτε μὴν νι οἵ· ἦπτε μὴν γράς. Mēn ēpte hoi? Ēpte mēn ni hoi; ēpte mēn gras. – „Mäh’n Äbte Heu? Äbte mäh’n nie Heu; Äbte mäh’n Gras.“
- Bereits in der griechischen Antike erschuf Aristophanes einige Wortspielereien, die kreative Übersetzungen erforderten:
  - das längste je in der Literatur verwendete Wort; es besteht aus 171 Buchstaben und bezeichnet eine fiktive Speise aus allerlei erlesenen und weniger erlesenen Zutaten: Λοπαδοτεμαχοσελαχογαλεοκρανιολειψανοδριμυποτριμματοσιλφιοκαραβομελιτοκατακεχυμενοκιχλεπικοσσυφοφαττοπεριστεραλεκτρυονοπτοκεφαλλιοκιγκλοπελειολαγῳοσιραιοβαφητραγανοπτερύγων Lopadotemachoselachogaleokranioleipsanodrimhypotrimmatosilphiokarabomelitokatakechymenokichlepikossyphophattoperisteralektryonoptokephalliokinklopeleiolagōosiraiobaphētraganopterygōn – eine freie Übersetzung findet man im Hauptartikel.
  - Νεφελοκοκκυγία Nephelokokkygia – „Wolkenkuckucksheim“ (eine Lehnübersetzung).

Es gibt auch eine Spielerei mit Hebräisch, quasi eine Kombination der obigen Gruppen 2 und 3:
- אֵל שלום el schalom (Gott [„el“ bleibt aber unübersetzt], Friede[n]) – „Elfriede“

### Wirtschaftsbereich
Gesundheitswesen
- Curanum
- Humanitus
- Pro Humanis Humansponsoring
- Vivantes
- einige Medikamentenbezeichnungen

Eisenbahnunternehmen
- cantus Verkehrsgesellschaft
- Rhenus Veniro
- vectus Verkehrsgesellschaft
- Vias

Autohersteller, -marken und -zulieferer
- Audi (= „Höre!/Horch!“ [Imperativ], korrektes Latein, abgeleitet von der August Horch Automobilwerke GmbH)
- die Toyotamarke Lexus
- der Reifenproduzent Semperit (semper it = „läuft immer“ [nämlich der Reifen], korrektes Latein)

- Im Grenzbereich zu Küchenlatein: Die Benennungen der Ikarus-Busse und des VW Phaeton sind angesichts des Schicksals ihrer mythologischen Vorbilder Ikarus bzw. Phaethon eher unpassend. Im Fall des Phaeton liegt dem allerdings eine Entwicklung ausgehend vom gleichnamigen Kutschentyp über die ebenso benannte Karosseriebauform zugrunde. (Ikarus und Phaethon sind als Figuren der griechischen Mythologie streng genommen kein Latein. Ikarus stellt eine Latinisierung dar, Phaethon wurde unverändert im Lateinischen benutzt.)

Andere Bereiche
- pro aurum – Goldhandel (Korrekt wäre: pro auro. Der Firma war das bei Namenswahl bewusst, vergleiche Abschnitt zum Namen im Artikel zum Unternehmen.)
- ArsKRIPPANA – eine Ausstellung von Weihnachtskrippen
- Für Comco Ikarus, einen Hersteller von Leichtflugzeugen (sic!), dessen Flugzeuge unter dem Namen Ikarus vertrieben werden, gilt die obige Erklärung zum Bushersteller nicht.
- Wenn auf einer Toilettenschüssel Duravit steht, soll das wohl ein langlebiges Produkt charakterisieren (dūrus = „hart/ausdauernd“, vīta = „Leben“), der Latein-Kenner liest aber auch dūrāvit (= „es hat lange gedauert“).
- Nocticron, ein Objektiv für Fotoapparate, das besonders für nächtliche Aufnahmen geeignet ist.
- Seminus, Semigator – Datenbanken im Bereich Erwachsenen- und Weiterbildung

- Die Berliner Stadtreinigungsbetriebe beschrifteten einen Müllwagen mit Tonnosaurus Rex. Für die im Botanischen Garten in Berlin-Dahlem zur Mülltrennung aufgestellten Abfalleimer wählte das Unternehmen ebenfalls pseudolateinische Aufschriften und imitierte damit die Beschriftung der Pflanzen im Park mit ihren botanischen Namen: glasus vulgus (Glas & Flaschen), papyrus antiquus (Papier & Pappe, wörtlich „Altpapier“), plasticus berlinensis (Verpackungen) und restus wegwerfus (Restmüll).

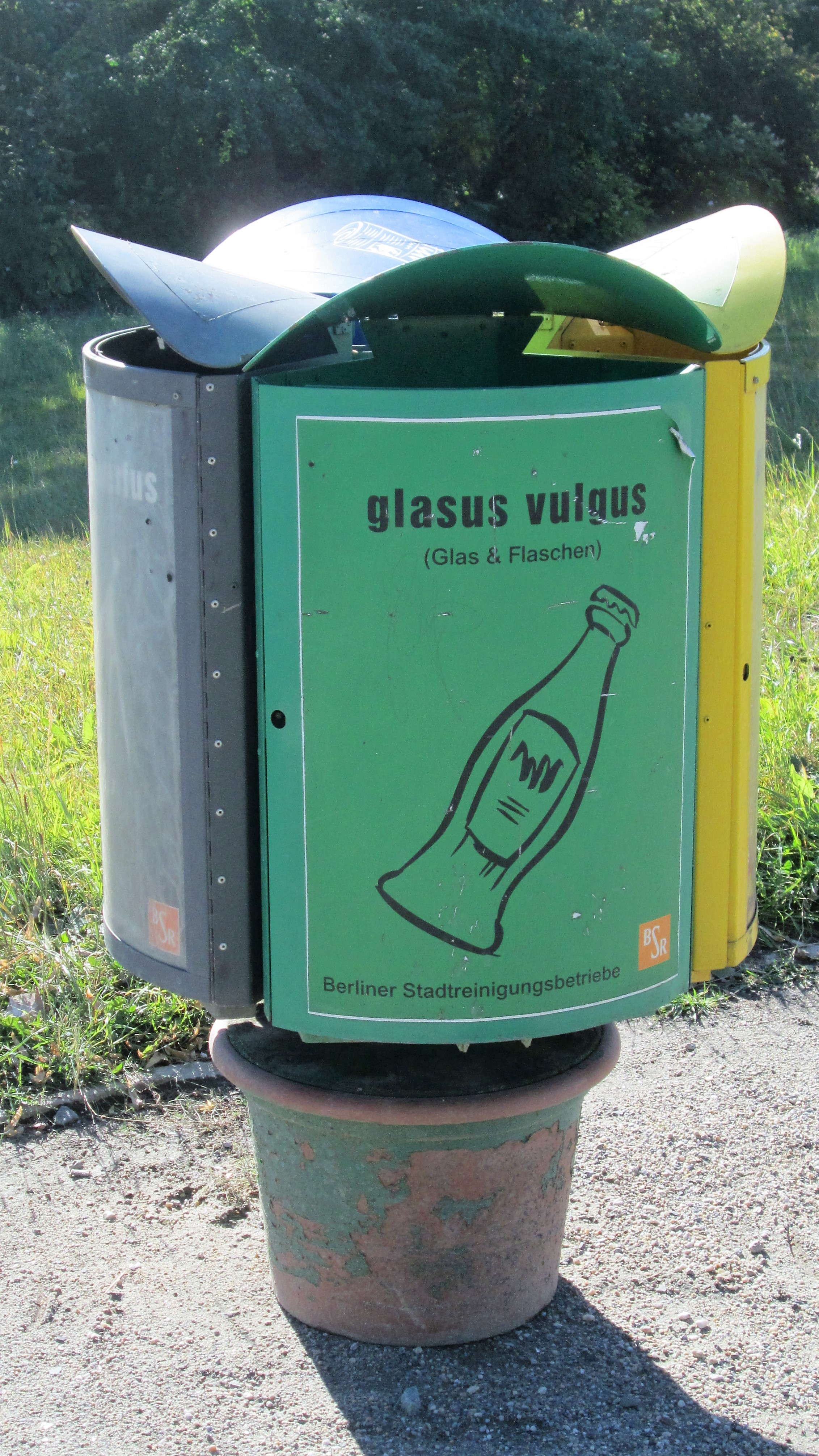
Glasus vulgus
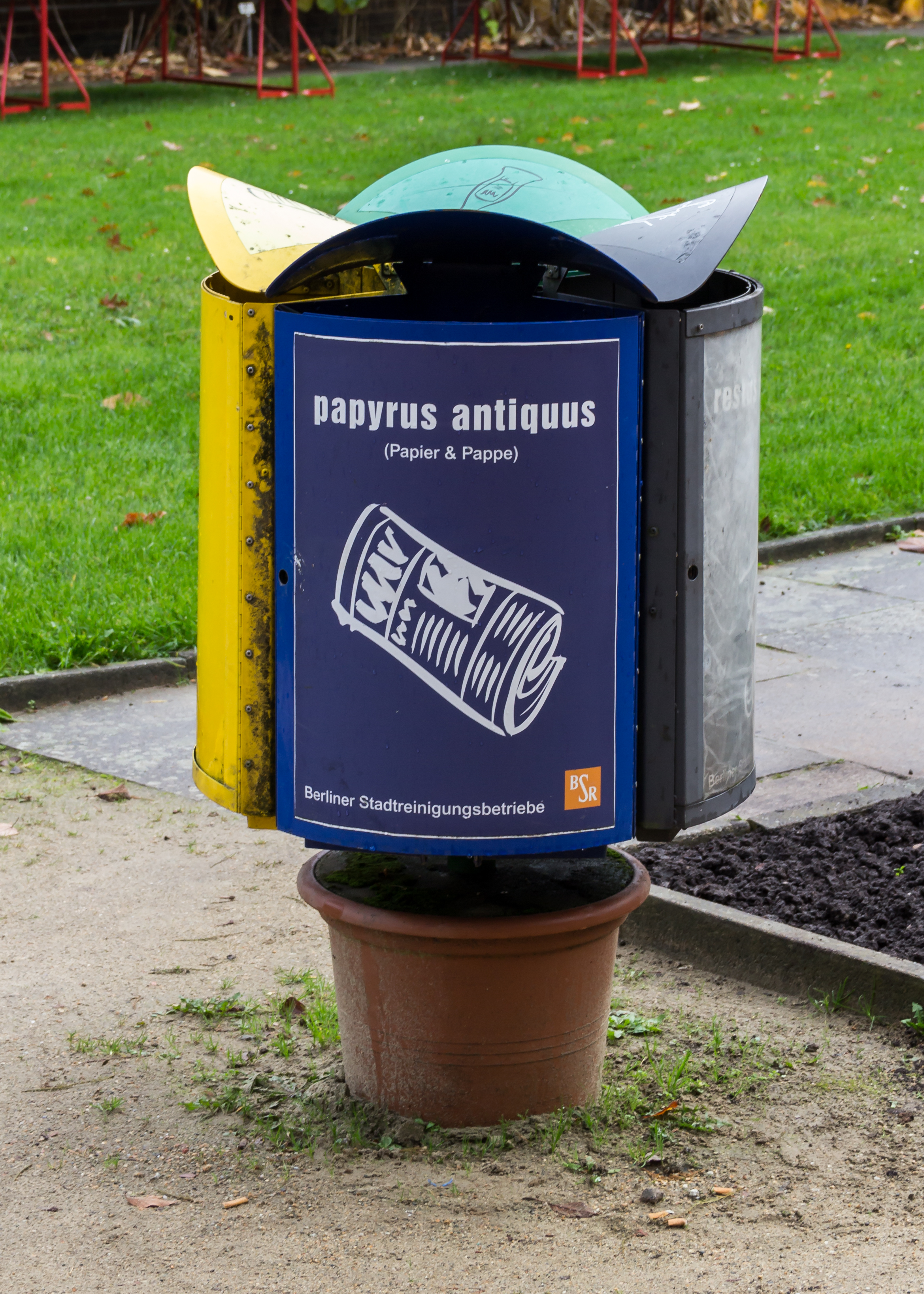
Papyrus antiquus
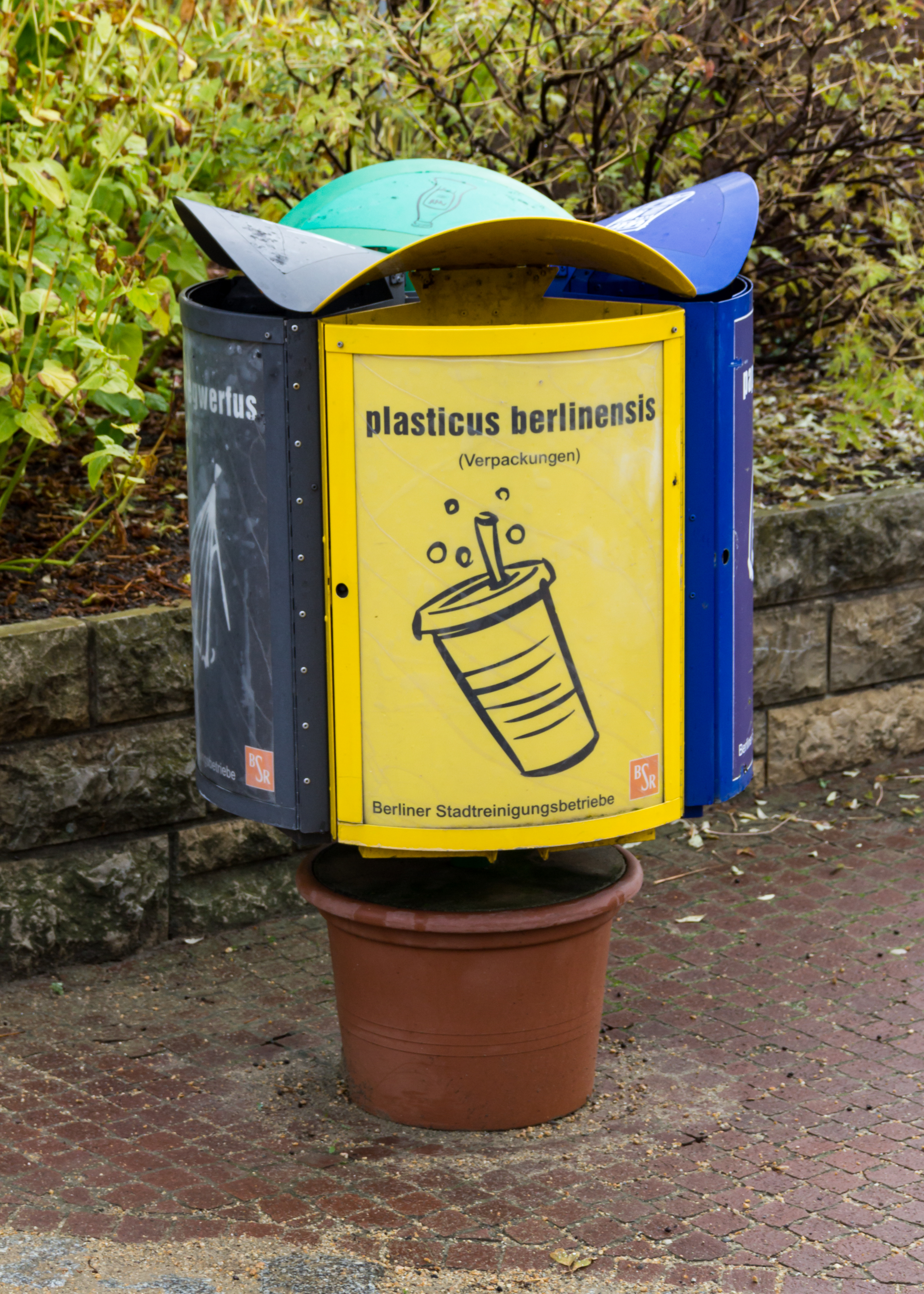
Plasticus berlinensis
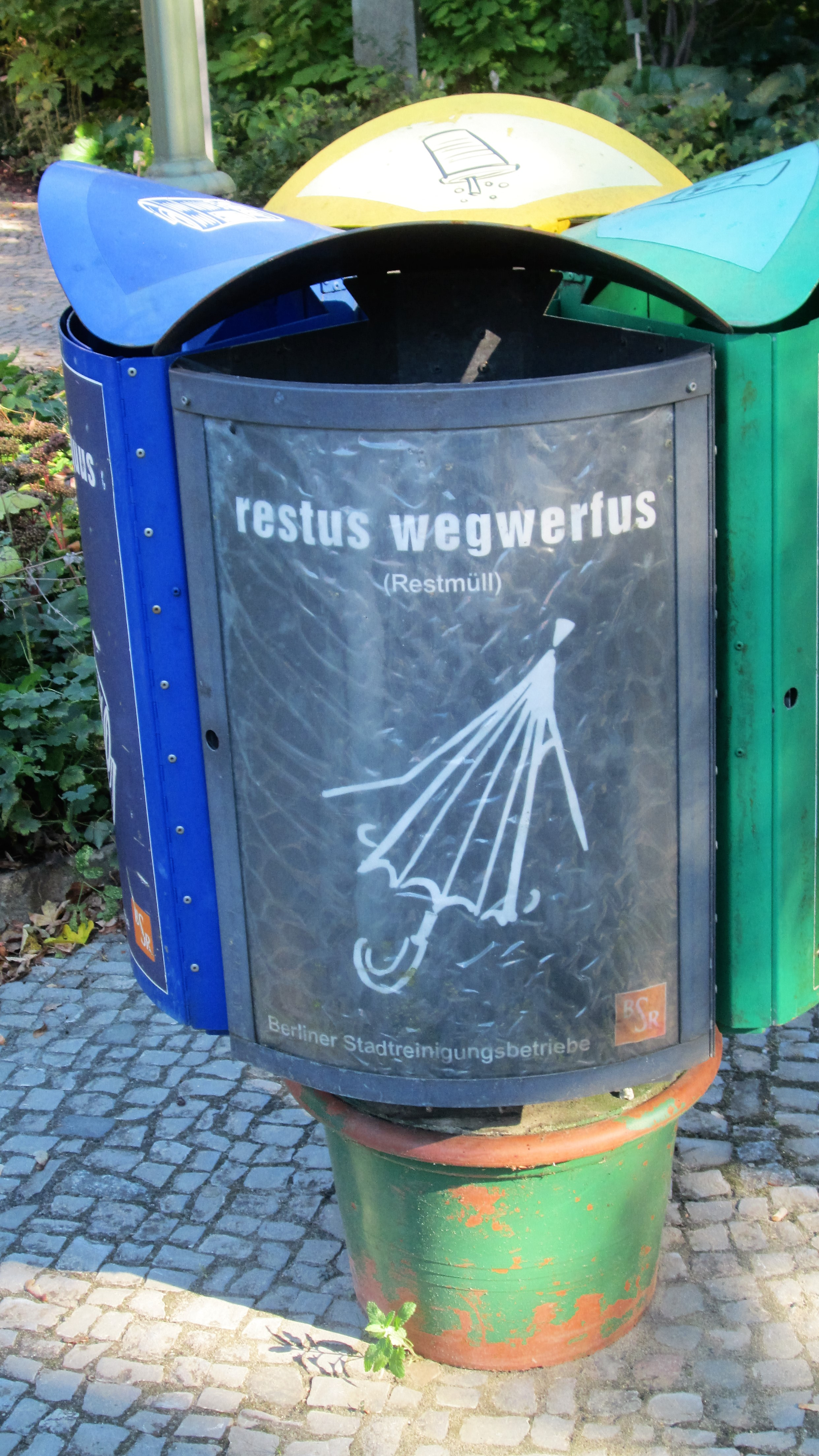
Restus wegwerfus

### Andere Sprachen
Die Erscheinung ist nicht auf den deutschsprachigen Bereich begrenzt, wenn auch die Begriffsbezeichnung nicht in allen Sprachen eine Entsprechung für Küchenlatein ist.
Englisch
- Brutus et erat forti, Caesar et sum iam, Brutus sic in omnibus, Caesar sic intram. – “Brutus ate a rat for tea, Caesar ate some jam, Brutus’s sick in omnibus, Caesar’s sick in tram.”
Variante:[10] Caesar adsum jam forte, Brutus aderat. Caesar sic in omnibus, Brutus sic in at. – “Caesar had some jam for tea, Brutus had a rat. Caesar sick in omnibus, Brutus sick in hat.”
- Illegitimi non carborundum – “Don’t let the bastards grind you down.” (Deutsch etwa: „Lass dich von den Mistkerlen nicht kleinkriegen.“)
- Ore stabit fortis arare placet ore stat – “Oh, rest a bit, for ’tis a rare place to rest at.” (Inschrift auf zwei Sitzbänken in Oxfordshire – einmal im Park der University of Oxford,[11] einmal unweit der Rollright Stones, siehe nebenstehende Abbildungen.)
- Semper ubi sub ubi. (always, where, under, where) – “Always wear underwear.”
- Die Zeichentrickfiguren Road Runner und Wile E. Coyote erhielten von ihrem Schöpfer Chuck Jones regelmäßig falsche, mehr oder weniger lustige wissenschaftliche Namen,[12][13] zum Beispiel Avian aerodynamicus für den Roadrunner und Canis idioticus für den Koyoten. Nach demselben Muster wurde Bugs Bunny in einer von Chuck Jones inszenierten Folge von Wile E. Coyote als Rabbitus idioticus delicius bezeichnet.[14] Später wurde das wiederholt persifliert. Beispielsweise wurde in den Simpsons Bart Simpson Brat’us Don’thaveacow’us genannt und Homer Simpson Homo Neanderthal’us, also als Neandertaler bezeichnet.[15]

Französisch
Der altgriechische Satz Οὐκ ἔλαβον πόλιν, ἀλλὰ γὰρ ἐλπὶς ἔφη κακά. (in lateinischen Buchstaben etwa „Ouk élabon pólin, allà gàr elpìs éffeh kaká.“, betonte Silben mit Akzent) bedeutet sinngemäß „Sie nahmen die Stadt nicht ein, tatsächlich schien die Hoffnung sogar schlecht zu sein.“ Französische Leser können den Satz aber auch lesen als « Où qu’est la bonne, Pauline? » « A la gare. Elle pisse et fait caca. » mit der stark vulgären Bedeutung „Wo ist das Dienstmädchen, Pauline?“ „Im Bahnhof. Sie pisst und kackt gerade.“
Der Satz wird in vielen Quellen irrtümlich Xenophon zugeschrieben, ist in dieser Form aber nicht in seinen Werken zu finden.
Italienisch
Der lateinische Satz I, Vitelli, dei Romani sono belli – „Gehe, Vitellius, mit dem Kriegsgetön der römischen Gottheit!“ – hätte im Italienischen eine andere Bedeutung: I vitelli dei Romani sono belli. – „Die Kälber der Römer sind schön.“
In mehreren romanischen Sprachen führte ein Lesefehler sogar zur Kreation eines neuen Wortes:
Busillis (italienisch, katalanisch) oder busilis (spanisch) ist ein Ausdruck für „verwirrendes Puzzle“ oder „schwieriger Punkt“. Der Theologe Giraldus Cambrensis († 1223) erzählt, Johannes von Cornwall (um 1170) sei einmal von einem Kopisten nach der Bedeutung dieses Wortes gefragt worden. Es habe sich herausgestellt, dass er „in die busillis“ statt „in diebus illis“ gelesen hatte. Befördert wurde dies dadurch, dass die Silbentrennung von „diebus“ so erfolgte, dass „die“ auf der Seite unten am Ende einer Spalte und „bus“ oben zu Beginn der folgenden stand. Obwohl in der Quelle nicht erwähnt, dürfte die Praxis der scriptio continua ebenfalls einen entscheidenden Einfluss besessen haben, weil diese Schreibweise zu dieser Zeit der Normalfall war.